# Johann Matthias Gesner
Johann Matthias Gesner (født 9. april 1691 i Roth ved Nürnberg, død 3. august 1761 i Göttingen) var en tysk klassisk filolog og pædagog.
Gesner studerede i Jena, virkede først i 20 år som skolemand (1715—1729 som konrektor i Weimar, 1729—1730 som rektor i Ansbach, 1730—1734 som Rektor ved Thomasskolen i Leipzig) og blev dernæst 1734 kaldet til det nyoprettede universitet i Göttingen som professor i poesi og veltalenhed; tillige blev han bibliotekar og tilsynsmand ved skolevæsenet i Hannover. Som skolemand havde Gesner stor betydning dels ved at forbedre undervisningen, især i græsk (til den ende udgav han Chrestomathia Græca, 1731), dels ved som forstander for det filologiskpædagogiske seminar i Göttingen at uddanne dygtige lærere. Hans virksomhed som filolog falder mest på latinens område, og han har her sin styrke i fortolkningen mere end i tekstkritikken; i modsætning til den hollandske manér indskrænkede han sig til det for forståelsen af indholdet strengt nødvendige og fremsatte dette i en klar og smagfuld form. Han har udgivet Scriptores rei rusticæ (4 bind, 1735), Quintilian (1738), Plinius den Yngre (1739), Horats (1752), Claudian (1759); endvidere et stort leksikon: Novus linguæ et eruditionis Romanæ thesaurus (4 bind, 1749, en bearbejdelse af Henrik Stephanus' Thesaurus, bygget på 12 års selvstændige studier. Gesners talrige mindre arbejder er for største delen samlede i Kleine deutsche Schriften (1756) og Opuscula minora varii argumenti (2 bind, 1743—45); efter hans død udkom Thesaurus epistolicus (2 bind, 1768—1770).